# Fazenda Imperial de Santa Cruz
A Fazenda Imperial de Santa Cruz (ou Fazenda de Santa Cruz, Fazenda Real de Santa Cruz, ou Fazenda dos Jesuítas, ou, ainda, Fazenda Nacional de Santa Cruz ) foi uma fazenda fundada por Cristóvão Monteiro em 1556 nos arredores da cidade do Rio de Janeiro. Sua sede e núcleo principal corresponde hoje ao bairro carioca de Santa Cruz.
A partir de 1809, passou a ser o refúgio de verão da corte portuguesa. O então príncipe regente Dom João, desejando fugir dos verões cariocas, passou a frequentar a Fazenda de Santa Cruz, a propriedade de 23 mil hectares que pertencera aos Jesuítas, e desde a expulsão da ordem pelo Marquês de Pombal, passara à Coroa.  Atualmente, sua sede e núcleo principal corresponde hoje ao bairro carioca de Santa Cruz.

## História

### Cristóvão Monteiro
Com a chegada dos colonizadores portugueses à baía da Guanabara, em 30 de dezembro de 1556, foi doada a Cristóvão Monteiro, da Capitania de São Vicente, uma sesmaria como recompensa aos serviços prestados durante o combate aos invasores franceses da Guanabara. A sesmaria foi destinada à produção de açúcar e compreendia uma larga área desde a orla marítima da atual Sepetiba até as proximidades de Itacuruçá, com cerca de quatro léguas de largura por 10 léguas de extensão. A sede da fazenda começou a ser construída em 1570. Ao morrer Cristóvão Monteiro, a sua esposa, dona Marquesa Ferreira, doou aos padres da Companhia de Jesus sua  parte das terras.

### Companhia de Jesus
Os religiosos agregaram estas terras a outras sesmarias, constituindo um imenso latifúndio assinalado por uma grande cruz de madeira: a Santa Cruz. Em poucas décadas, a região compreendida entre a barra de Guaratiba, o atual município de Mangaratiba, até Vassouras, no sul do atual Estado do Rio de Janeiro, integrava a poderosa Fazenda de Santa Cruz, o maior complexo agropastoril do Brasil durante o século XVIII, contando com milhares de escravos, cabeças de gado, e diversos tipos de cultivos, como arroz, milho, feijão, batata e mais tarde o café.
Entre as edificações, hoje com valor histórico, contam-se igreja e um convento, ambos ricamente decorados. Uma dessas obras remanescentes é a chamada Ponte do Guandu ou Ponte dos Jesuítas. Na verdade uma represa, foi erguida em 1752, com a finalidade de regular o volume das águas das enchentes do rio Guandu. Atualmente, esse monumento permanece com a sua estrutura original quase inalterada.
Outra das iniciativas dos dirigentes da Fazenda de Santa Cruz, no plano da cultura, foi a fundação de uma Escola de Música, de uma Orquestra e de um Coral, integrados por escravos, que tocavam e cantavam nas missas e nas festividades quer na Fazenda, quer na Capital da Capitania. Considera-se, por essa razão, que Santa Cruz foi o berço da organização instrumental e coral do primeiro Conservatório de Música no Brasil.
Passa pelas terras da Fazenda de Santa Cruz a trilha que no período colonial ligava a cidade de São Sebastião do Rio de Janeiro ao sertão: o Caminho dos Jesuítas, posteriormente denominado Caminho das Minas, e posteriormente ainda, Estrada Real de Santa Cruz. O seu percurso estendia-se até ao porto de Sepetiba, onde se embarcava com destino à cidade de Parati, de onde partia a antiga Estrada Real.

### Coroa do Reino de Portugal

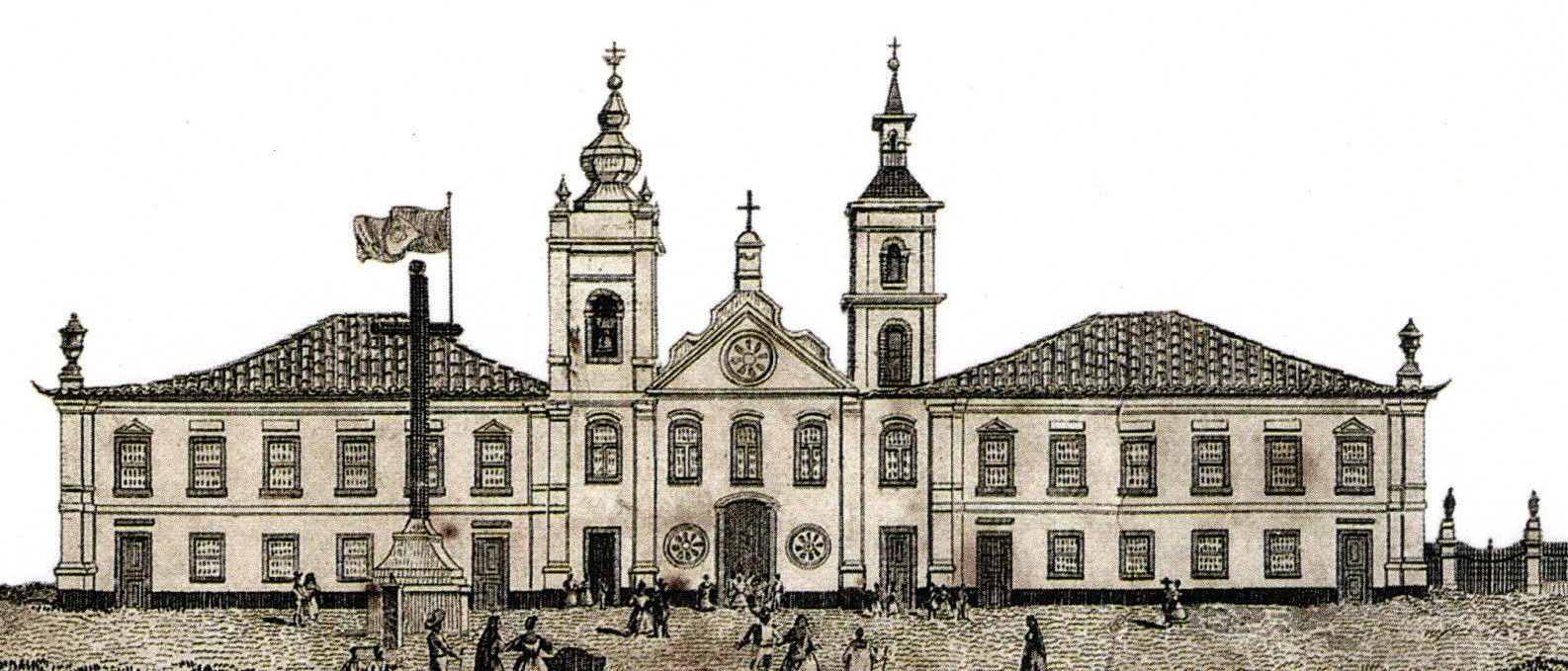
A sede da Fazenda Real de Santa Cruz em obra de Conrado Jacó de Niemeyer em 1848.

Diante da expulsão dos Jesuítas dos domínios de Portugal e suas colônias, em 1759 por ação do Marquês de Pombal, o patrimônio da Companhia de Jesus (e a Fazenda de Santa Cruz) reverteu para a Coroa do Reino de Portugal, passando a se subordinar aos vice-reis. Após um período de dificuldades administrativas, sob o governo do Vice-rei Luís de Vasconcelos e Souza, a Fazenda voltou a conhecer um período de prosperidade.
No início do século XIX, com a chegada da Família Real ao Brasil (1808) e o seu estabelecimento no Rio de Janeiro, a fazenda foi escolhida como local de veraneio. Desse modo, o antigo convento foi adaptado às funções de paço real, o Palácio Real de Santa Cruz, recebendo nova mobília e decorações. Sentindo-se confortável na Real Fazenda de Santa Cruz, o Príncipe Regente João Maria de Bragança (posteriormente D. João VI de Portugal) prolongava a sua estada por vários meses, despachando, promovendo audiências públicas e recepções a partir da mesma. Nela cresceram e foram educados os príncipes D. Pedro de Alcântara de Bragança e D. Miguel de Bragança. Porém, segundo o comerciante inglês John Luccock, que conheceu a fazenda nesta época, o edifício principal estava em bom estado, ainda que o considerasse simples demais para servir de pousada para um monarca, mas a maior parte da propriedade estava em uma condição de abandono.
Em 1812 foi autorizada a entrada de 400 chineses no Brasil, parte deles encaminhada para a plantação experimental de chá, no sítio hoje conhecido como Morro do Chá. Durante quase um século essa atividade foi produtiva e atraiu o interesse de técnicos e visitantes, tal o pioneirismo de sua implantação no Brasil. No entanto, de acordo com o jornalista Patrick Wilcken, no seu livro Império à Deriva (2010), o chá-da-índia cultivado em solo brasileiro não apresentou as mesmas características originais, sendo de qualidade inferior e de gosto amargo, o que acarretou em fracasso econômico ao contrário do café.
Por iniciativa do soberano português a capela musical da fazenda, que sobrevivia em precária condição, foi reativada e reforçada com a designação de dois professores, Quintiliano José de Moura e Inácio Pinheiro da Silva. Em 1810 o grupo já funcionava regularmente com coro e orquestra e em 1814 atuavam ali cinquenta músicos, homens e mulheres, todos escravos. José Maurício Nunes Garcia passou temporadas na fazenda acompanhando o rei e compôs peças para o conjunto. Marcos Portugal e seu irmão Simão Portugal também deixaram obras. Os integrantes frequentemente eram requisitados para apresentações solenes na Capela Real do Rio de Janeiro e no grupo de câmara mantido por D. João no Palácio da Quinta da Boa Vista, além de serem emprestados ou alugados por terceiros para abrilhantar festas privadas, o que é um indicativo da alta qualificação atingida. Spix e Von Martius disseram que a música era executada "com muita perfeição". Esse conjunto permaneceu ativo até o Segundo Reinado. D. Pedro II muitas vezes regeu pessoalmente as apresentações.
Em 1817, o arquiteto britânico John Johnson foi contratado no governo do Rei D. João VI para fazer a ampliação e reforma do Palácio da Quinta da Boa Vista. Como registrou o pintor austríaco Thomas Ender, o Palácio Real de Santa Cruz também passa por reformas e ampliações, mas o projeto do arquiteto britânico não foi levado em consideração.

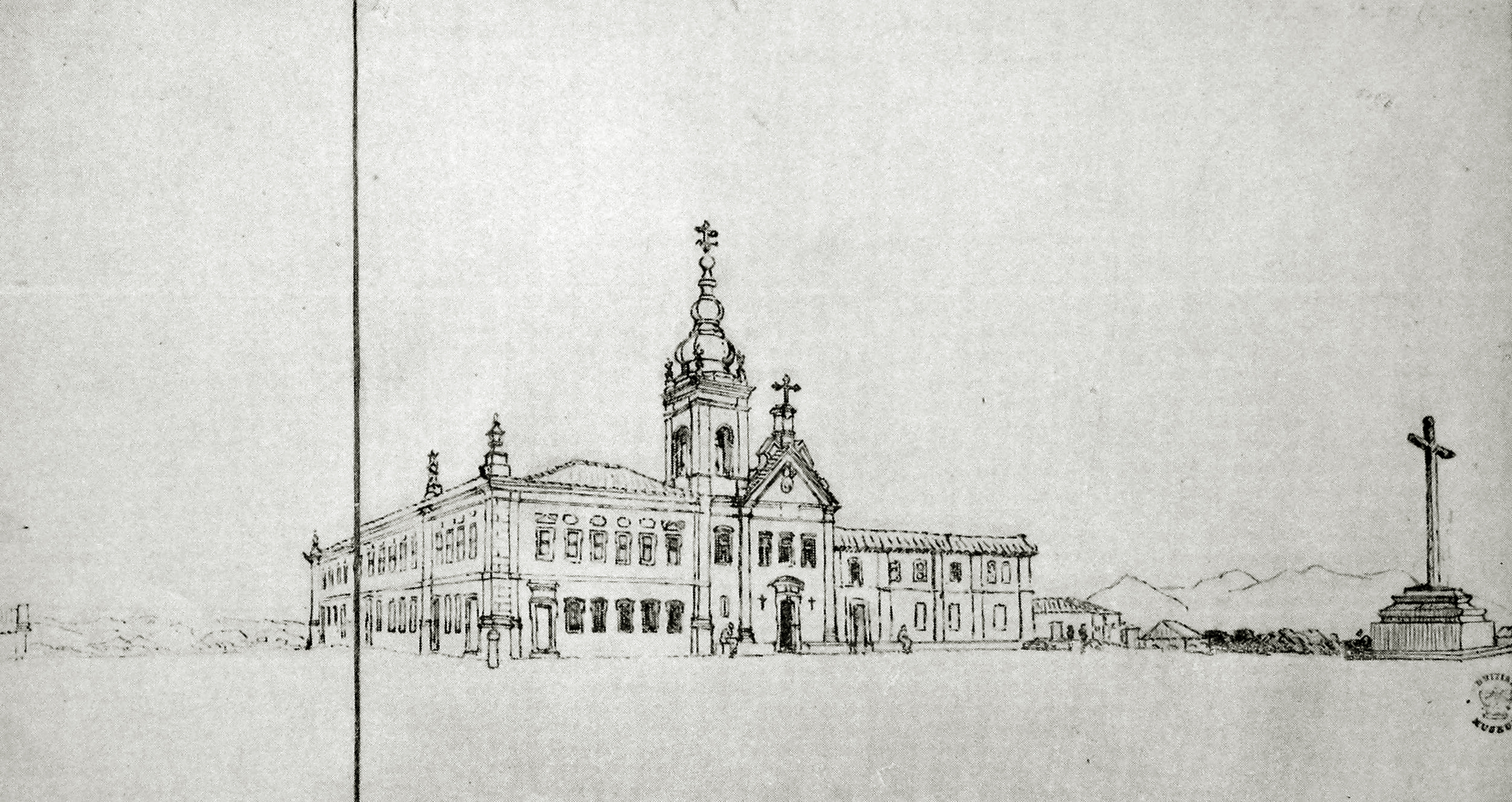
Aspecto do palácio durante a visita de Maria Graham, em desenho feito por ela.

D. João VI despediu-se de Santa Cruz em 1821, para retornar à Metrópole Portuguesa. Em sua partida o palácio ainda estava em obras. Maria Graham deixou um testemunho do seu aspecto pouco tempo depois:
"A parte nova foi feita pelo rei D. João VI, mas os trabalhos se interromperam com sua partida. Os apartamentos são belos e mobiliados com conforto. Neste clima, as tapeçarias de parede, quer de papel, quer de seda, estão sujeitas a rápido estrago por causa da umidade e dos insetos. As paredes são, pois, rebocadas com um ótimo barro branco-amarelado rico e grosso, chamado tabatinga, e as cornijas e barras pintadas a fresco. Algumas destas são extremamente belas quanto ao desenho. Geralmente são muito bem executados os arabescos das frisas, compostos de frutas, flores, pássaros e insetos do país. Uma das salas representa um pavilhão, e entre as pilastras abertas, está pintada a paisagem em torno de Santa Cruz, não muito bem, realmente, mas a peça é agradável e alegre. Os artistas empregados eram principalmente mulatos e negros crioulos".

### Coroa do Império do Brasil

#### Primeiro Reinado

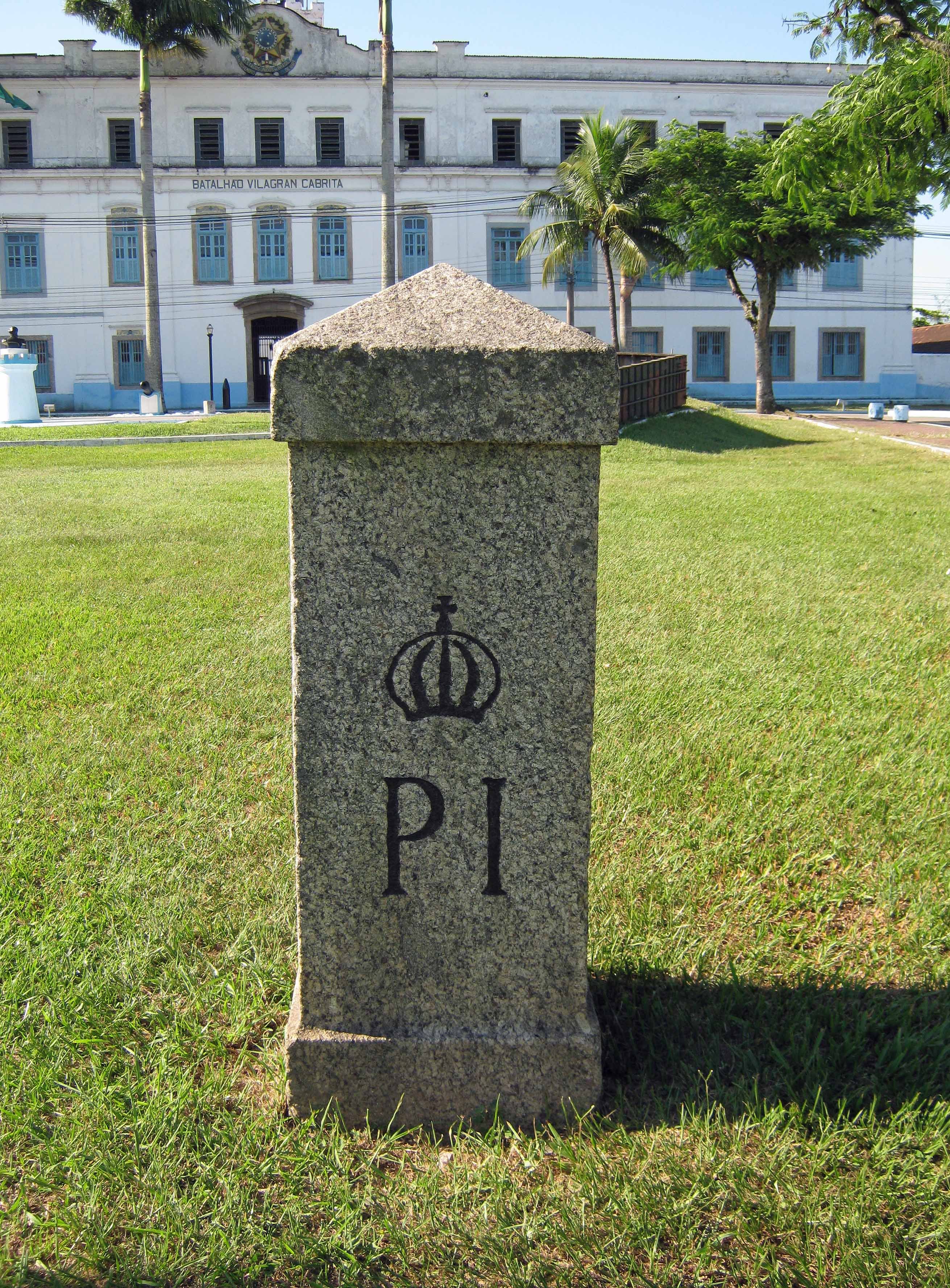
Marco do tempo de D. Pedro I.

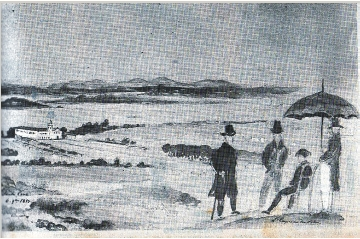
Imperador no mirante, observando a paisagem da Fazenda de Santa Cruz.

Após o regresso de D João VI a Portugal, o Príncipe-Regente D. Pedro continuou constantemente presente em Santa Cruz, sendo que anos antes tinha passado sua lua de mel com a Imperatriz Leopoldina (1818) nesta fazenda.
No contexto da Independência do Brasil, antes de iniciar a histórica viagem da Independência, o príncipe-regente deteve-se em Santa Cruz, onde aconteceu uma reunião no dia 15 de agosto de 1822, com a presença de José Bonifácio, para estabelecer as suas bases. Ao regressar, antes de seguir até a cidade, comemorou a Independência do Brasil na Fazenda. Durante o Primeiro Reinado, o Palácio Real transformou-se em Palácio Imperial.

#### Segundo Reinado
D. Pedro I abdicou do trono, mas os seus filhos continuaram a manter presença constante na Fazenda Imperial de Santa Cruz. Desde cedo, D. Pedro II e as princesas Isabel e Leopoldina promoviam concorridos bailes e saraus no Palácio Imperial.
Santa Cruz, por sua posição frente para o mar e fundos para os caminhos dos sertões de Minas foi uma das primeiras localidades do País a se beneficiar com o sistema de entrega em domicílio de cartas pelo correio. Em 22 de novembro de 1842 foi inaugurada a primeira agência fixa dos Correios nacionalmente, primeira também a adotar este serviço.
D. Pedro II também instalou o primeiro telefone no Palácio, para comunicação com o Paço de São Cristóvão. Em 1861 o curato da fazenda passou para a administração franciscana, em 1878 foi inaugurada a estação de trem e no final de 1881, D. Pedro II inaugurou o Matadouro de Santa Cruz, tido como o mais moderno do mundo à época, que era servido por um ramal da Estrada de Ferro D. Pedro II e abastecia de carne toda a cidade do Rio de Janeiro.
Em 1885, D. Pedro II fundou uma escola no local, a Escola Mista da Imperial Fazenda de Santa Cruz, mantida com seus próprios recursos, com aulas de Geografia, Francês, Religião, Leitura, Escrita, Gramática Portuguesa, Aritmética, Sistema Métrico, História do Brasil, Desenho Linear e Figurado, História Natural, Música, Ginástica e Costura, e com ensino profissionalizante para formação de carpinteiros, marceneiros, torneiros, ferreiros, serralheiros, alfaiates, sapateiros, oleiros, relojoeiros e funileiros, sendo destinada aos filhos dos funcionários da Casa Imperial. Contava também com um pavilhão esportivo, biblioteca e museu, adotando padrões progressistas de ensino num ambiente que seguia disposições científicas e higienistas, a fim de assegurar a qualidade da aprendizagem, a salubridade e o conforto.

### União Federal[nota 1]e outros proprietários

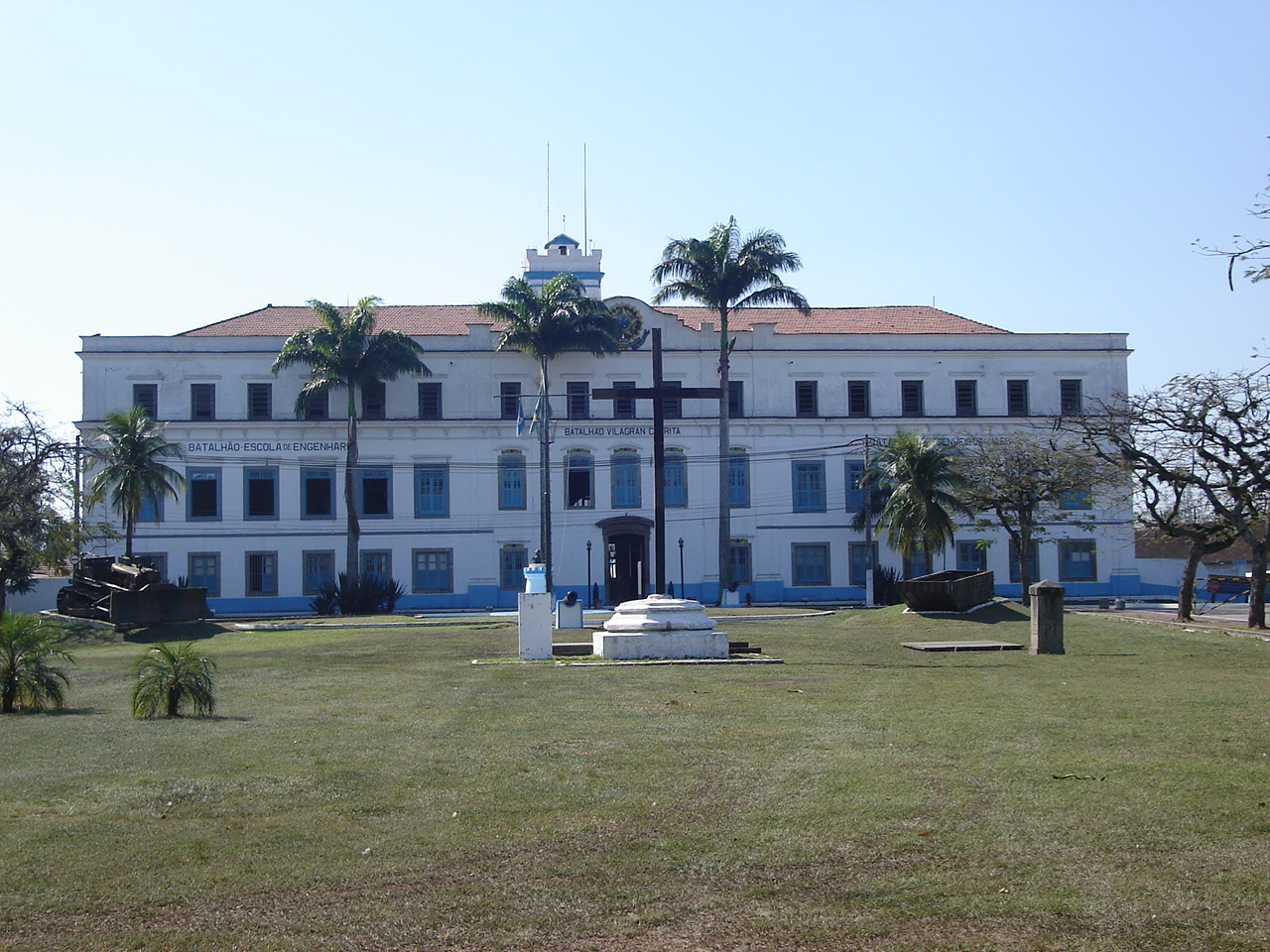
Antigo Palácio da Fazenda Imperial de Santa Cruz, na cidade do Rio de Janeiro. Atualmente sede de um batalhão do Exército Brasileiro.

No final do século XIX, grande parte da fazenda já estava ocupada por posseiros, agricultores e empresários, com núcleos de povoamento urbano. Com o passar dos anos, a arquitetura do prédio principal passou por uma série de modificações, devido aos novos usos. No período republicano foi incorporada ao patrimônio da União e passou a se chamar Fazenda Nacional de Santa Cruz. Neste período foi acrescentado um novo pavimento à sua sede, onde hoje está estabelecido o Batalhão Escola de Engenharia.
A partir de 1967, o governo do estado decidiu implantar na área da fazenda um distrito industrial, causando uma rápida urbanização, sendo abertas rodovias, rede de abastecimento de água, sistema de iluminação e telecomunicações.
Originalmente duas vezes maior que a área da cidade do Rio de Janeiro, hoje vivem dentro dos seus antigos limites mais de 200 mil pessoas, gerando um problema de regularização fundiária. A fazenda desde o período colonial foi sendo ocupada por agricultores e pecuaristas, que recebiam aforamentos, arrendamentos e outras autorizações, porém, foram concedidas de desreguladamente, que a situação legal da propriedade se tornou muito complexa, situação complicada pela perda registros antigos. Em 2011, dos 225 mil hectares iniciais, restavam 80 mil hectares ainda sem regularização, divididos em 60 mil propriedades, em sua maioria sem título de posse. A partir de março de 2022, a Universidade Federal Rural do Rio de Janeiro, em parceria com o INCRA, passou a executar o georreferenciamento da Fazenda, identificando as áreas que possuem Registro Geral de Imóveis, e orientando à população para que as áreas de posse sejam titularizadas.
Atualmente a fazenda cobre partes dos bairros de Santa Cruz e Sepetiba, no Rio, e dos municípios de Itaguaí, Seropédica, Paracambi, Japeri, Engenheiro Paulo de Frontin, Mendes, Piraí e Rio Claro.